# Macizo de Waterberg
El Waterberg es un macizo montañoso de aproximadamente 654,033 ha en el norte de la provincia de Limpopo, Sudáfrica. La altitud promedio de la cordillera es de 600 m con algunos picos que se elevan hasta 2000 m sobre el nivel del mar. La ciudad de Vaalwater se encuentra justo al norte de la cordillera. La extensa formación rocosa fue moldeada por cientos de millones de años de erosión fluvial para producir diversas formas de relieve de acantilados y colinas. El ecosistema se puede caracterizar como un bosque caducifolio seco o Bushveld. Dentro del Waterberg hay hallazgos arqueológicos que datan de la Edad de Piedra, y cerca se encuentran los primeros hallazgos evolutivos relacionados con el origen de los humanos.
Waterberg (Thaba Meetse) es la primera región del norte de Sudáfrica en ser nombrada Reserva de la Biosfera por la UNESCO.

## Geología
La formación rocosa subyacente deriva del Cratón de Kaapvaal, formado como una isla precursora hace aproximadamente 2.700 millones de años. Esta formación de la corteza se convirtió en la base del Waterberg, que se transformó todavía más por la extrusión hacia arriba de rocas ígneas. Estas rocas extruidas, que contienen minerales como el vanadio y el platino, se denominan Complejo Ígneo Bushveld. La extensión original de este empuje rocoso comprendía unos 250.000 kilómetros cuadrados y, a veces, se denomina Supergrupo de Waterberg.
La deposición sedimentaria de los ríos que atraviesan el Waterberg perduró hasta hace aproximadamente 1.500 millones de años. En una época más reciente (hace unos 250 millones de años), el cratón Kaapvaal colisionó con el supercontinente Gondwana y lo dividió en los continentes actuales. En la actualidad, el Waterberg cuenta con mesas, colinas y algunos inselberg. Algunos de los acantilados se elevan hasta 550 metros por encima de las llanuras, con arenisca multicolor expuesta.

## Historia

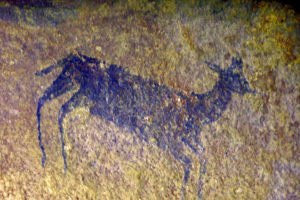
Pintura rupestre de los bosquimanos, en la zona salvaje de Lapalala, Waterberg, Sudáfrica.

Las formaciones de arenisca podían retener el agua subterránea lo suficiente como para crear un entorno adecuado para el hombre primitivo. Los salientes de los acantilados ofrecían refugios naturales a estos primeros humanos.  Es posible que los primeros ancestros humanos estuvieran en Waterberg hace ya tres millones de años, ya que en Makapansgat, a 40 kilómetros de distancia, se han encontrado esqueletos de Australopithecus africanus. Hogan sugiere que el Homo erectus, cuyos restos probatorios también se descubrieron en Makapansgat, "puede haberse trasladado a propósito a las zonas más altas de Waterberg para practicar la caza en verano (de diciembre a marzo)".
Los bosquimanos entraron en el Waterberg hace unos dos mil años. Realizaron pinturas rupestres en Lapalala, dentro del Waterberg, que incluían representaciones de rinocerontes y antílopes. Los primeros pobladores de la Edad de Hierro en el Waterberg eran bantúes, que habrían traído ganado a la región. Los bantúes crearon un problema en Waterberg, ya que el ganado redujo los pastizales y provocó la invasión de especies de matorrales, lo que dio lugar a un brote de la mosca tse-tse. La consiguiente epidemia de la enfermedad del sueño despobló las llanuras, pero en las zonas más altas el hombre sobrevivió, porque la mosca no puede sobrevivir por encima de los 600 metros.
Posteriormente, los pobladores dejaron los primeros artefactos de la Edad de Piedra recuperados en el norte de Sudáfrica. Hacia el año 1300 d. C., los colonos nguni llegaron con nuevas tecnologías, entre ellas la capacidad de construir muros de piedra seca, técnicas que luego utilizaron para añadir obras defensivas a sus fortalezas de la Edad de Hierro, algunos de cuyos muros sobreviven hasta hoy. Los arqueólogos siguen excavando en Waterberg para arrojar luz sobre la cultura Nguni y la arquitectura de piedra seca asociada.
Los primeros colonos blancos llegaron a Waterberg en 1808 y el primer naturalista, un sueco, apareció justo antes de mediados del siglo XIX. A mediados del siglo XIX, un grupo de viajeros holandeses partió de Ciudad del Cabo en busca de Jerusalén. Al llegar al Waterberg, calcularon mal la distancia y pensaron que habían llegado a Egipto.
Tras las batallas entre los colonos holandeses y los miembros de las tribus, las razas coexistieron hasta alrededor de 1900. Los holandeses trajeron más pastoreo de ganado, multiplicando los impactos de las tribus indígenas. A principios del siglo XX se calcula que había unos 200 habitantes occidentales en el Waterberg, y la pérdida de pastizales empezó a tener un grave impacto en las poblaciones de fauna autóctona.

## Ecología

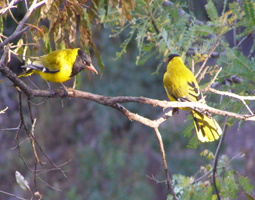
Macho y hembra de oropéndolas de cabeza negra en el ritual de cortejo, zona ribereña del centro del Waterberg, Sudáfrica

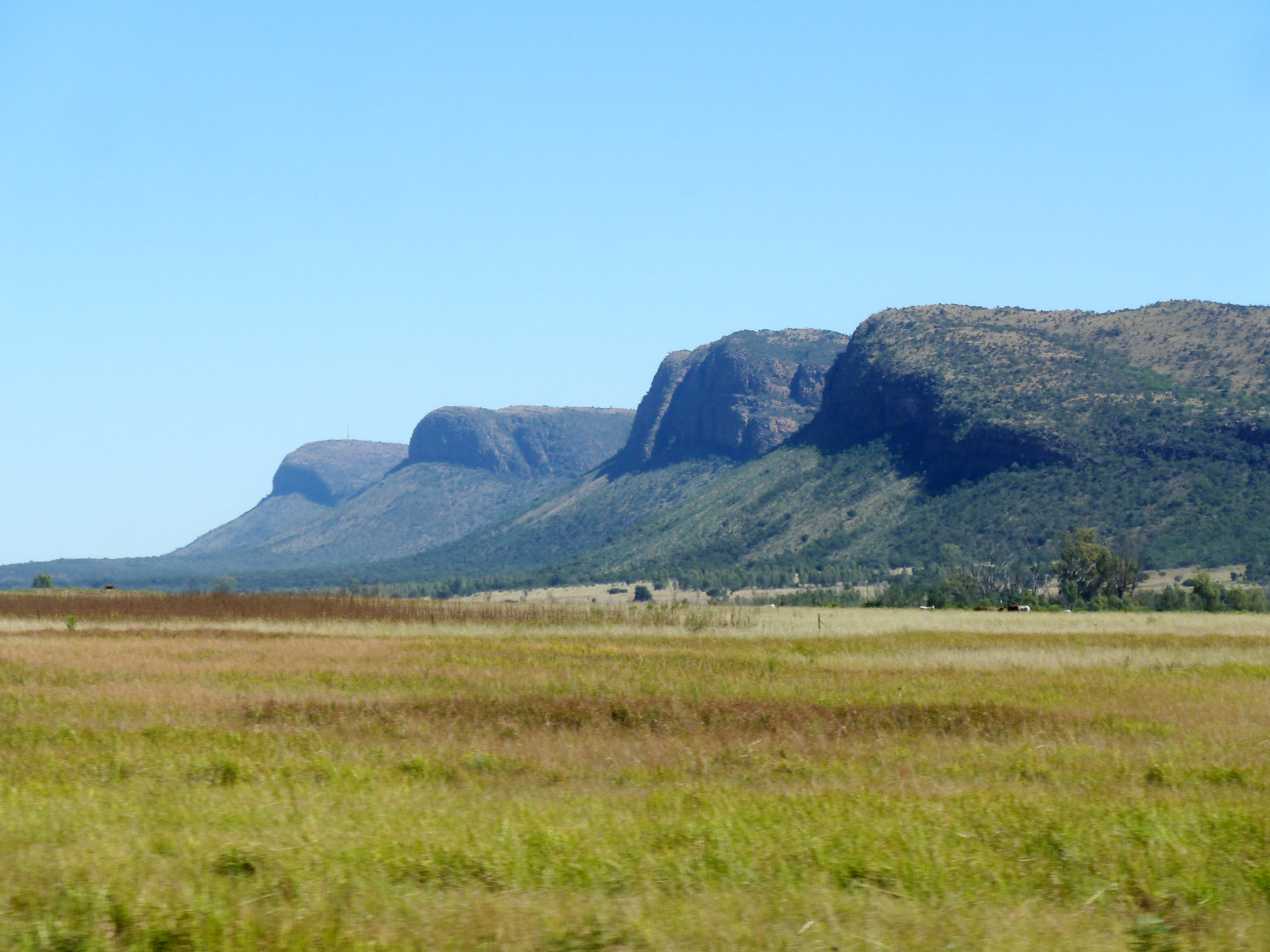
La cordillera Sandrivier cerca de Vaalwater constituye una sección de la escarpa de Waterberg. Consiste en arenisca de grano grueso, amarilla y estratificada.

Existen varios subhábitats dentro de la biosfera del Waterberg, que es fundamentalmente un bosque caducifolio seco; según Hogan: "Estos subhábitats incluyen la sabana de la altiplanicie, el sistema de vegetación especializada de los acantilados y el hábitat de la zona ribereña con las marismas asociadas".

### Flora y fauna
La sabana se compone de praderas onduladas y un bosque semicaducifolio, con árboles como la siringa de montaña, la hoja de racimo plateada y el árbol de lavanda. El dosel no tiene hojas durante el invierno seco. Los pastos autóctonos incluyen la hierba de la señal, la hierba de la oca y la hierba de los brezos. Las hierbas autóctonas sirven de pasto a especies autóctonas como el impala, el kudú, el klipspringer y el ñu azul. Algunos hábitats de Pachypodium se encuentran especialmente en formaciones aisladas de inselberg.
Otros mamíferos autóctonos incluyen jirafas, rinocerontes blancos y jabalíes. Las serpientes incluyen la mamba negra y la cobra escupidora. En 1905, Eugene Marais estudió estas serpientes del Waterberg. Algunas aves que se ven son la oropéndola de cabeza negra y el buitre de espalda blanca. Los depredadores incluyen el leopardo, la hiena y el león.
Los hábitats vegetales de los acantilados son abundantes en el Waterberg debido a la extensa erosión fluvial histórica. El puercoespín africano utiliza la protección de estas cuevas en los acantilados. Algunos árboles se aferran a las zonas de acantilados, entre ellos el falso espino de corteza de papel, que cuelga de sus gruesos troncos. Otro árbol de este hábitat es el árbol de la fiebre, al que los bosquimanos atribuyen un poder especial para permitir la comunicación con los muertos. Se encuentra en los acantilados sobre el río Palala, incluido un lugar utilizado para ceremonias prehistóricas, donde también se encuentran algunas pinturas rupestres intactas.
Las zonas ribereñas están asociadas con varios ríos que atraviesan Waterberg. Todas estas aguas superficiales drenan al río Limpopo, que fluye hacia el este para descargar en el Océano Índico. El sauce de río es un árbol ribereño en este hábitat. Estas zonas ribereñas ofrecen hábitat para aves, reptiles y mamíferos que requieren más agua que las especies de la meseta. Las zonas ribereñas son habitadas por el superdepredador cocodrilo del Nilo y el hipopótamo. Estos hábitats húmedos tienen un número reducido de insectos que viven en el agua, por lo que el Waterberg se considera una región casi libre de malaria.

## Gestión de tierras
En 2006, unas 80.000 personas vivían en la meseta de Waterberg, que forma parte del distrito de Bushveld de la provincia sudafricana de Limpopo. Después de que el pastoreo de ganado causara estragos ecológicos a mediados del siglo XX, los propietarios de tierras de la región tomaron conciencia de las ventajas de restaurar el hábitat para atraer y proteger a las especies originales de antílopes, rinocerontes blancos, jirafas, hipopótamos y otras especies cuyo número disminuyó en la época del intenso pastoreo de ganado.
El aumento del ecoturismo ha estimulado el interés en las prácticas de conservación del suelo para restaurar las especies de pastos originales en Waterberg. Las prácticas de gestión de la tierra necesarias son caras, pero compensan al propietario con un valor añadido en el hábitat de la vida silvestre. También existe una tendencia a granjas más grandes y áreas de espacios abiertos con la ventaja resultante de la eliminación de cercas. Este resultado no solo beneficia a la migración de grandes mamíferos, sino que también produce un acervo genético mejorado. 
La reserva de caza de Welgevonden cubre 37.500 hectáreas de la meseta. La Reserva de Caza de Kololo cubre 3000 hectáreas, parte de las cuales se encuentra en la Reserva de Caza Privada de Welgevonden, y parte de la cual está completamente protegida.
La Reserva Natural Lapalala Wilderness, justo al norte de Melkrivier, cubre aproximadamente 48.000 hectáreas y es la reserva de caza privada más grande del Waterburg y la provincia de Limpopo.